# Asbeck (Hamm)
Asbeck ist der Name einer Familie, die in Hamm seit dem 13. Jahrhundert nachgewiesen ist. Sie bekleidete zunächst führende Positionen im Bäckeramt und stellte 1753 den Bürgermeister. Vor allem wurde sie aber durch die zwischen 1757 und 1984 betriebene Kornbranntweinbrennerei und Hefefabrik August Asbeck (diesen Namen trug das Unternehmen ab 1871; um 1900 wurde eine große Hefefabrik errichtet) und ihre Marke „Teckel-Hefe“ bekannt. Der Betrieb war ursprünglich als handwerklich betriebene Brennerei, Bäckerei, Brauerei und Gastwirtschaft in Haus Asbeck an der Nordstraße 13 ansässig und wurde 1774 in eine selbständig betriebene Brennerei und Hefefabrik umgewandelt. Als das Unternehmen 1877 in die Ritterstraße umzog, blieb Haus Asbeck eine bekannte Gaststätte. Das 1734 errichtete Gebäude sollte eigentlich unter Denkmalschutz gestellt werden, dabei stellte man jedoch fest, dass die Bausubstanz dermaßen angegriffen war, dass man es nicht mehr retten konnte; der Abriss erfolgte 1995. Zusätzlich zur Hefeproduktion setzte Asbeck neben Isenbeck und der Kloster-Brauerei Pröpsting die Hammer Brautradition fort und gehörte damit zu den erfolgreichsten und langlebigsten Brauereien in der Stadt Hamm.

## Familie Asbeck
In einigen Quellen ist zu lesen, dass bereits 1279 ein Mann namens Goswin Asbeck Bürgermeister von Hamm gewesen sein soll. Diese Darstellung ist jedoch nicht korrekt. Bürgermeister war in diesem Jahr Gerwinus Allec, magister consulum.
Ein um 1570 geborener Konrad Asbeck wird für das Jahr 1613 urkundlich als Richtmann erwähnt, also Vorsteher des Bäckeramtes. Bis 1734 bekleideten zwölf weitere Männer dieses Namens das Amt des Gildemeisters an der Spitze des Bäckeramtes. Von den acht Handwerkszünften galt des Gilde des Bäckeramtes damals als die angesehenste in der Stadt. Das Asbecksche Wappen, ein roter Löwe mit goldener Brezel in der Pranke, geht auf die hohe Position der Familie innerhalb der Handwerksgilde zurück.
Johann Henrich Asbeck (* 1723 in der Südstraße in Hamm; † 1779 in Hamm) war Bürgermeister der Stadt Hamm und Landgerichtsassessor. Er war der Sohn des Bäckers und Brauers Stephan Albert Asbeck und dessen Ehefrau Anna Catharina geb. Schwarze. Seinen Eltern gehörte das Haus an der Südstraße 12, das noch heute existiert und unter dem Namen „Meilenstein“ bekannt ist. Dieses wurde allerdings erst nach dem großen Stadtbrand von 1741 errichtet. 1740 immatrikulierte sich Johann Henrich Asbeck am Akademischen Gymnasium in Hamm. Nach einem Studium der Rechtswissenschaften avancierte er im Jahre 1753 zunächst zum Bürgermeister von Hamm und wurde dann Landgerichtsassessor beim neu eingerichteten Landgericht Hamm (belegt 1753–1777). Ob er auch nach 1753 Bürgermeister blieb, ist bis heute ungeklärt. Johann Henrich Asbeck heiratete am 23. Februar 1755 eine Frau namens Anna Maria Eleonora Pröbsting (1734–1767). Diese war die Tochter des Kamener Bürgermeisters Gottfried Henrich Pröbsting, der mit Hamm u. a. dadurch verbunden war, dass er sich ebenfalls 1712 am Akademischen Gymnasium in Hamm immatrikuliert hatte. Aus der Ehe ging nur ein Kind hervor, die Tochter namens Anna Maria Wilhelmina (1755–1824). Diese heiratete 1775 Friedrich Berthold von Rappard († 1833), den späteren Präsidenten des Oberlandesgerichts Hamm. 1756 gab Johann Henrich Asbeck die Schrift „Das Denkwürdige der Stadt Hamm“ heraus. Er erbaute außerdem das Haus Antonistraße 1 (alt: Nro 259), in dem später das reformierte Wilhelm-Stift untergebracht war.
Johann Heinrich Wilhelm Asbeck (* ~29. Oktober 1783 in Hamm; † 1839 in Hamm) war Bäcker und Gastwirt in Hamm. Er war verheiratet mit Elisabeth Leffer (1793-etwa 1846). Das Ehepaar führte in den 1830er Jahren die Gastwirtschaft an der Weststraße 11 (alt: Nro 89). Heinrich Asbeck war zudem in der Armenkommission der Stadt Hamm ehrenamtlich tätig (belegt 1829 und 1832).
Johann Asbeck (* 1805 in Hamm; † 23. Februar 1848 in Hamm) war Bäcker und Gastwirt, später Gemeinderat bzw. Stadtverordneter in Hamm. Er wurde als Sohn von Hermann Asbeck und dessen Ehefrau Johanna Maria geb. Isenbeck in dem später als Haus Asbeck bekanntgewordenen Gebäude Nordstraße 13 geboren. 1827 heiratete er Henriette Unkenbold. Johann Asbeck war der Vater des Brennereibesitzers August Asbeck (1833–1905), nach dem der Betrieb seinen Namen erhielt. Für 1833 ist Johann Asbeck als Betreiber der Gastwirtschaft "Zur Stadt Münster" belegt, die sich in seinem Elternhaus befand. Er war außerdem Gemeinderat bzw. Stadtverordneter (nachgewiesen 1833, 1840, 1846).

## Haus Asbeck
/

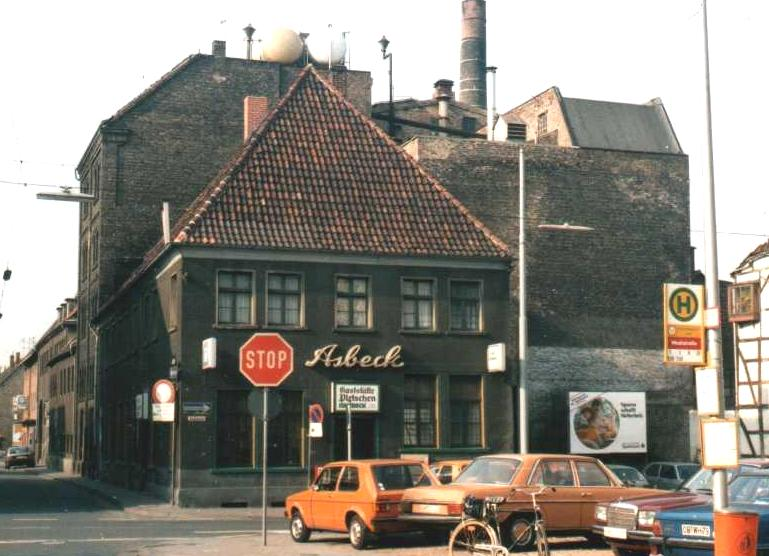
Haus Asbeck im Jahre 1986

Im frühen 18. Jahrhundert befand sich die Hausstätte Nordstraße 13 zunächst im Besitz der Brauer- und Bäckerfamilie Krüsemann. Nach dem Stadtbrand von 1734 errichtete der Bäcker Eberhard Krüsemann (1682–1757) das später als Haus Asbeck bekannt gewordene Gebäude an der Einmündung der Ritterstraße in die Nordstraße. Mit einer Fünf-Fenster-Front zur Nordstraße und seiner Längsausrichtung zur Ritterstraße hin präsentierte sich das Bauwerk als typischer Vertreter der nach den großen Stadtbränden von 1734 und 1741 jeweils planmäßig errichteten Hammer Neubauten. Heute sind etwa baugleiche Gebäude noch an der gleich südlich anschließenden Nordstraße 11 (ehemaliges Café Hasebrink, nach 1734 errichtet) und an der Südstraße 7 (nach 1741 erbaut) zu finden. Als planmäßig erbaute Eckhaustypen dienten diese Bauten nach den Stadtbränden als Wohn- und Geschäftshäuser. Vor 1762 lebte Franz Leonhard Krüsemann in dem Haus. Nach seinem Tod 1762 heiratete seine Witwe Clara Catharina Auff´m Ordt († 1800) den Bäcker und Brauer Johann Wilhelm Asbeck, der noch vor 1784 starb. Der gemeinsame Sohn Hermann Asbeck (* 1768) tritt nach 1800 als Gastwirt in dem Hause auf. Dessen Witwe Johanna Maria Asbeck geb. Isenbeck führte dann ab 1933 zusammen mit ihrem Sohn Johann Asbeck (1805–1848) die Gastwirtschaft unter dem Namen „Zur Stadt Münster“ weiter. Auch der Sohn von Johann Asbeck und seiner Frau Henriette geb. Unkenbold, der spätere Brennereibesitzer August Asbeck (1833–1905), ist als Besitzer des Hauses nachgewiesen.
Um 1892 pachteten die Schwiegereltern von Maria Pletschen die Gaststätte, die das Lokal dann 1942 zusammen mit ihrem Mann übernahm und über dreiundfünfzig Jahre hinweg dort Wirtin blieb, so dass die Gaststätte über 100 Jahre lang unter dem Namen Pletschen geführt wurde. Viele Stammgäste aus der Anfangszeit blieben der Wirtin bis zur Aufgabe des Lokals im Jahre 1995 treu. Nach Abriss von Haus Asbeck übernahm Maria Pletschen im Alter von 78 Jahren die Eckkneipe Antoni- und Königstraße, die von ihr weitere sechs Jahre lang geführt wurde. Kurz vor ihrem 92. Geburtstag starb die Wirtin im Oktober des Jahres 2008.
1995 sollte Haus Asbeck unter Denkmalschutz gestellt werden. Im Rahmen dieses Verfahrens erfuhr der Besitzer Klaus Asbeck, dass der Zeitpunkt, zu dem eine Erhaltung des Gebäudes noch möglich gewesen wäre, lange überschritten und eine Erhaltung nicht mehr möglich war. Nach Abriss des Nachbargebäudes traten weitere Gebäudeschäden zutage. Der Abrissbeschluss sorgte für Aufsehen in der Stadt. Am 23. Mai 1995 hängten die Stammgäste des Lokals Transparente aus dem Fenster, die forderten: Kein Aus für Maria! Doch auch eine Unterschriftenaktion konnte den im gleichen Jahr durchgeführten Abriss nicht mehr verhindern. Der Nachfolgebau an gleicher Stelle, ein Wohn- und Geschäftshaus, trägt die Anschrift Ritterstraße 2.

## Kornbranntweinbrennerei und Hefefabrik August Asbeck

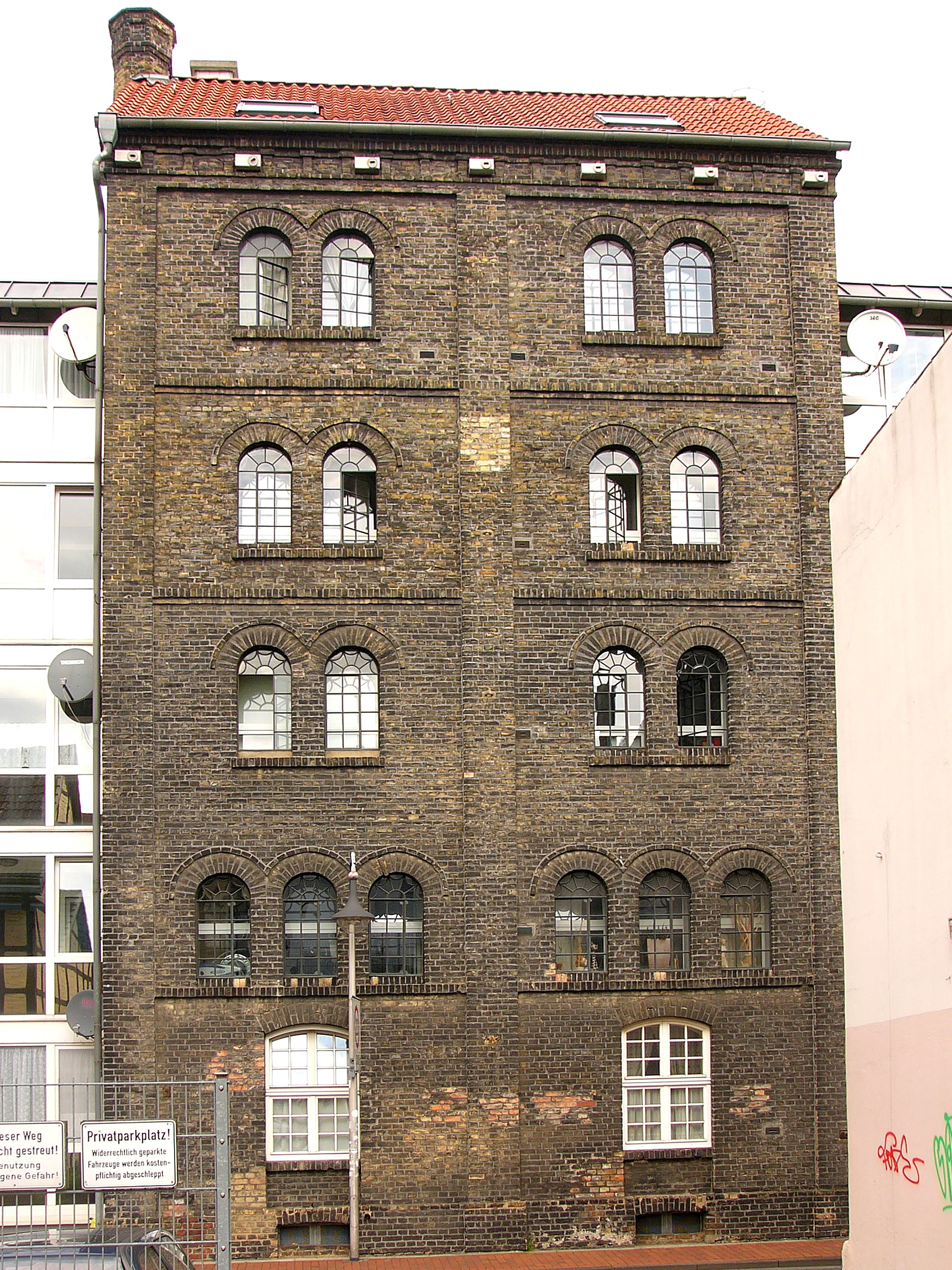
Brennereiturm der Hefefabrik in der Ritterstr.2a

Im Jahre 1757 übernahm Johann Wilhelm Asbeck die handwerklich betriebene Brennerei, Bäckerei, Brauerei und Gastwirtschaft im Haus Nordstraße 13 von seinen Schwiegereltern Aufm´ort.
Später nannte das Unternehmen das Jahr 1774 als Gründungsjahr des selbstständigen Betriebes einer Brennerei und Hefefabrik unter Fortführung der Hammer Brautradition. Allerdings geht aus den erhaltenen Unterlagen, die sich heute im Archiv des Landes NRW befinden, eindeutig hervor, dass im Hause Asbeck schon wesentlich früher Hefe hergestellt und gebrannt wurde.
1871 wurde das Unternehmen dann nach August Asbeck benannt und erhielt somit den Namen, den es bis zu seinem Erlöschen im Jahre 1984 trug. Bald erwiesen sich die Fabrikanlagen als zu klein, so dass der Betrieb durch Ankauf mehrerer Liegenschaften ab 1877 nach und nach in die Ritterstraße verlegt wurde. Um 1900 wurde an diesem Standort die dort bis 1984 befindliche Hefefabrik gebaut. Erbauer waren Robert, August und Karl Asbeck, die man auch die „drei alten Herren“ nannte und die ab 1902 die Leitung der Fabrik übernahmen.
Johann August Asbeck, Sohn von August Asbeck, modernisierte zwischen 1933 und 1939 die Anlagen durch den Neubau eines Verwaltungsgebäudes (fertiggestellt 1936), eines Kesselhauses und eines Gästehauses. Im Zweiten Weltkrieg wurden viele dieser Anlagen beschädigt. Auch blieben nur wenige Betriebsangehörige übrig. In verkleinertem Umfang konnte ab 1946 der Betrieb wieder aufgenommen werden. In den nachfolgenden Jahren wurden die Betriebsanlagen modernisiert und neue Gärbottiche, Belüftungssysteme, Drehfilter, Kessel u. ä. angeschafft. Schließlich kooperierte man im Wege der Produktionsgemeinschaft mit zwei anderen Unternehmen. Asbeck hatte verschiedene Großkunden aufzuweisen, darunter Großbäckereien und Bäckereigenossenschaften. Bekannteste Marke der Firma Asbeck war die sogenannte „Teckel-Hefe“, benannt nach dem Firmenzeichen, das wiederum aus der Liebhaberei der Asbecks für die Teckelzucht resultierte.
1955 wurde die Firma in „August Asbeck KG“ umgewandelt, bis sie dann 1984 erlosch.
/
Der ehemalige Brennereiturm an der Ritterstraße steht seit dem 30. Mai 1995 aus baugeschichtlichen Gründen unter Denkmalschutz. Als denkmalwert wird dabei der Brennereiturm bis zu einer Tiefe von 7,95 m betrachtet, inklusive des Schornsteins, aber ohne die Anbauten. Obschon das Gebäude in mehreren Etappen erbaut worden ist, wurde es einheitlich in den Formen des Rundbogenstils gestaltet. Die Ziegel sind kaum unterscheidbar. Es handelt sich um ein Bauwerk, das für seine Funktion typisch ist und auf die Herstellung von Branntwein hinweist, auch ohne die dazu notwendigen Geräte. Der Bau gilt deshalb als bedeutendes Zeugnis für die Hammer Industriearchitektur des 19. Jahrhunderts.